# Сретен Йоцич
Сретен Йоцич (на сръбски: Сретен Јоцић / Sreten Jocić, известен с прякора Йоца Амстердам) е сръбски мафиот, родом от Велика Кръсна, занимавал се със съмнителен бизнес в Нидерландия. През юли 1995 г. е осъден на 15 години затвор за убийството на Горан Марянович, излежава присъдата си в затвора Забела в Пожаревац, Сърбия.

## Биография
Роден е на 24 октомври 1962 г. във Велика Кръсна, Град Белград, Социалистическа република Сърбия, СФРЮ. Сретен Йоцич (по-известен с прякора Йоца Амстердам) бяга в чужбина през 1984 г., като твърди, че комунистите са искали да го убият заради произхода на семейството му. Той прекарва няколко десетилетия извън Сърбия. Често пъти попада в чуждестранни затвори поради подозрения, че е наркодилър и че е поръчвал множество убийства. През 80-те години на XX век е живее в Нидерландия, а през 90-те години живее в България, където става известен като „краля на кокаина“ и е бил под закрилата на Държавна сигурност.
Неговите криминални деяния извън Сърбия започват с установяването на силни контакти с международния подземен свят. От самото начало Йоцич е обект на множество полицейски обвинения за убийства в цяла Европа. В няколко държави е заподозрян за убийствата на полицаи, за което не се събират достатъчно доказателства. В много медии от Европа го определят за извършител на тежки престъпления, извършени в страните Нидерландия, Белгия, Германия, Австрия, Гърция, Канада, Тайланд, Южна Африка и др. Медиите в Сърбия прояват особен интерес към него, тъй като се смятал за замесен в много на брой убийства през 90-те години на XX век в Сърбия, но и защото се предполага, че е един от водещите лица на организираната престъпност в Белград. През 2002 г. Сретен Йоцич е арестуван в София, като още тогава се е предполагало, че е попаднал зад решетките благодарение на показанията на Душан Спасоевич и Милорад Улемек, осъдени за убийството на сръбския премиер Зоран Джинджич.
През 2001 г. за него е издадена заповед на Интерпол. През 1993 г. Апелативният съд в Амстердам осъжда Йоцич задочно за стрелба по полицай. На 20 юни 2002 г. е арестуван в столицата на България – София, след което е незабавно екстрадиран в Нидерландия, където на 19 март 2004 г. излежава присъдата си в затвора, на която е осъден преди това. Заради няколко разследвания, започнали междувременно срещу него, той лежи в холандския затвор „Вухт“ до март 2006 г., когато е екстрадиран в Сърбия и отведен в окръжния затвор. Той е освободен от ареста след два месеца под гаранция. Издирван е и в Германия, по подозрение за контрабанда на хероин и кокаин.
На 27 април 2009 г. е арестуван в Белград, като този път Сретен Йоцич е заподозрян като подбудител на убийството на хърватския журналист Иво Пуканич. През октомври 2009 г. е обявено, че той е заподозрян в планиране на нападение срещу сръбския министър на правосъдието Снежана Малович. Заподозрян е от прокуратурата на Нидерландия в убийството на наркодилър в Подгорица през 2006 г. На 3 юни 2010 г. той е осъден на 15 години затвор в Сърбия за планиране на убийството на Горан Марянович и приятелката му Йелена Джорджевич, които са били убити в предградията на Белград през юли 1995 г. На по-късен етап от процеса присъдата е променена на 11 години затвор. През юни 2021 г. той излиза от затвора.